# Бергинское сельское муниципальное образование
Бергинское сельское муниципальное образование — сельское поселение в Юстинском районе Калмыкии. Административный центр - посёлок Бергин.

## География
Бергинское СМО расположено в юго-восточной части Юстинского района.
Бергинское СМО граничит на северо-западе — с Харбинским СМО Юстинского района Калмыкии, на юго-западе — с Молодёжненским, на севере — с Хулхутинским СМО Яшкульского района Калмыкии, на северо-востоке, востоке и юго востоке — с Астраханской областью.
В рельефе территория Бергинского СМО выражена полого-волнистой равниной на морских верхнехвалынских отложениях с участками грядового рельефа и массивами перевеянных песков. Рельеф равнинный, представлен Прикаспийской низменностью. На территории СМО преобладают бурые полупустынные почвы

### Гидрография
Гидрографическая сеть отсутствуют. Источников питьевой воды на территории СМО нет. На территории поселения имеется 1 шахтный колодец с пресной водой, обеспечивающий население водой для хозяйственно-бытовых нужд.

### Климат
Климат территории резко континентальный, сухой. Количество атмосферных осадков в среднем составляет 200-300 мм в год, в теплый период 130-165 мм. Земли подвержены ветровой эрозии, пески занимают площадь более 27000 га, что составляет более 14% от площади всей территории муниципального образования. Число дней с засухами и суховеями может достигать 119 дней. Летом средние температуры составляют + 23+25 градусов по Цельсию, достигая порой 39-40 и выше. Зимой температура воздуха достигает в среднем -15-18 градусов. Зимой погода характеризуется крайней неустойчивостью. Частые ветра вызывают понижение температуры.

## Население
| 2002 | 2010 | 2011 | 2012 | 2013 | 2014 | 2015 |
| ---- | ---- | ---- | ---- | ---- | ---- | ---- |
| 761  | ↘757 | ↘751 | ↗757 | ↘751 | ↘737 | ↘712 |
| 2016 | 2017 | 2018 | 2019 | 2020 | 2021 |      |
| →712 | ↘711 | ↗712 | ↘706 | ↘694 | ↘544 |      |

Численность населения Бергинского СМО на начало 2012 года составляет 769 человек. Большая часть населения проживает в посёлке Бергин. Динамика численности населения характеризуется относительной стабильностью. В структуре населения (2012) трудоспособное население составляет 73,8% от общей численности, население моложе трудоспособного возраста - 13,4%, старше трудоспособного - 12,7%

### Национальный состав
В СМО проживают представители 8 народов. Из них калмыки составляют 59% , казахи – 32%, даргинцы – 4%, на долю представителей других этносов приходится не более 3,5% от всего населения СМО.

## Состав сельского поселения
| № | Населённый пункт | Тип населённого пункта          | Население |
| - | ---------------- | ------------------------------- | --------- |
| 1 | Бергин           | посёлок, административный центр | ↗748      |
| 2 | Смушковое        | посёлок                         | ↘9        |

## Экономика
Сельское хозяйство является базовой отраслью специализации Бергинского СМО. Общая площадь земель сельскохозяйственного назначения составляет 191 160 га. Из них большую часть составляют пастбища – 143 500 га. Ведущей отраслью по специализации сельскохозяйственного производства является овцеводство, разведение КРС, коневодство, верблюдоводство. Крупнейшим предприятием является СПК "Полынный". Также на территории СМО действуют 12 крестьянско-фермерских хозяйств (КФХ)

## Транспортная инфраструктура
Транспортная инфраструктура неразвита. С районным центром  и другими населенными пунктами района муниципальное образование связывают местные без покрытия дороги (Бергин - Харба), с посёлком Восток Енотаевского района Астраханской области – дорога с щебеночным покрытием